# Monforte de Lemos
Monforte de Lemos település Spanyolországban, Lugo tartományban. Monforte de Lemos A Pobra do Brollón, Ribas de Sil, Castro Caldelas, Sober, Pantón, O Saviñao és Bóveda községekkel határos. Lakosainak száma 18 560 fő (2024).

## Népesség
A település népessége az elmúlt években az alábbi módon változott:
| Lakosok száma | 19 870 | 19 445 | 19 311 | 19 546 | 19 604 | 19 201 | 18 783 | 18 433 | 18 081 | 18 560 |
|               | 2001   | 2004   | 2007   | 2009   | 2012   | 2014   | 2017   | 2019   | 2022   | 2024   |